# Félix Pironti
Félix Pironti est un footballeur international français, né le 5 avril 1921 à Marseille et mort le 12 janvier 1999 dans la même ville.

## Biographie
Il évoluait au poste d'ailier gauche. 
Il a aussi joué un match sous les couleurs de l'équipe de France de football en 1944.

## Palmarès
- Vainqueur de la Coupe de France en 1943 avec l'Olympique de Marseille
- Finaliste de la Coupe de France en 1940 avec l'Olympique de Marseille
- Champion de France 1948 avec l'Olympique de Marseille